# کولاییر (آغ‌استفا)
کولاییر (به لاتین: Kolayır) یک منطقه مسکونی در جمهوری آذربایجان است که در شهرستان آغستفا واقع شده است.